# Luigi Altobelli
Luigi Altobelli (Longone Sabino, 31 ottobre 1942) è un ex arbitro di calcio italiano.

## Biografia
Impiegato in una finanziaria, nel 1984 venne arrestato, assieme ad altre nove persone, con l'accusa di usura. Nel 1993 venne nuovamente arrestato, sempre con l'accusa di usura. Tra le varie persone coinvolte nella vicenda figurava anche Vero Cuccarini, padre di Lorella. Venne poi condannato a 5 anni di reclusione, anche per estorsione. Un'ulteriore condanna a 5 anni è stata emessa, sempre per usura, nel 2019.

## Carriera sportiva
Il 22 dicembre 1977 venne pesantemente contestato dai tifosi del Parma, al termine dell'incontro, valido per la Serie C, col Prato, terminato con la vittoria dei toscani per 1-0. Un centinaio di tifosi locali circondò l'uscita degli spogliatoi, da cui la terna arbitrale poté uscire solo dopo un'ora.
Fu inserito nell'organico arbitrale della CAN per la Serie A e B tra il 1978 e il 1986. La prima gara diretta in Serie B fu Lecce-Sambenedettese del 25 febbraio 1979 (terminata 2-0 per i padroni di casa). L'esordio in Serie A avvenne il 17 maggio 1981, in Inter-Perugia (3-1).
Al termine della stagione 1978-1979 ottenne il Premio Vicenzo Orlandini, assegnato all'arbitro a disposizione della CAN A, B e C, particolarmente distintosi per meriti tecnici-associativi.
Terminò la sua carriera, di fatto, al termine della stagione 1983-1984. Venne cancellato dai ruoli arbitrali nel 1986, a seguito anche dell'incertezza in merito alle vicende giudiziarie che lo riguardavano.
In totale ha diretto 18 partite nella massima serie e 58 in quella cadetta.
Nel 1987 venne convocato dalla Procura di Palermo, che indagava sullo scandalo del calcioscommesse, in merito all'incontro di Serie B Empoli-Cavese, relativo alla stagione 1983-1984, da lui diretto.